# The Brand of Evil
The Brand of Evil è un cortometraggio muto del 1913 diretto da Harry McRae Webster.

## Trama
In India, Morton, un avventuriero, ruba una pietra preziosa incastonata come occhio in un idolo. Ma l'uomo si accorgerà ben presto che il gioiello è maledetto e che la maledizione è caduta su di lui.

## Produzione
Il film fu prodotto dalla Essanay Film Manufacturing Company.

## Distribuzione
Distribuito dalla General Film Company, il film - un cortometraggio in due bobine - uscì nelle sale cinematografiche USA il 28 novembre 1913.